# Rabędy (powiat ostrołęcki)
Rabędy – wieś w Polsce położona w województwie mazowieckim, w powiecie ostrołęckim, w gminie Troszyn.
Wieś wchodzi w skład sołectwa Rabędy.
W latach 1975–1998 miejscowość należała administracyjnie do województwa ostrołęckiego.
Podczas II wojny światowej najdalej na północ wysunięta miejscowość Generalnego Gubernatorstwa.
Wierni Kościoła rzymskokatolickiego należą do parafii św. Bartłomieja Apostoła w Troszynie.

## Etymologia
Nazwa miejscowości może pochodzić od słowa rabędy – 'liczne nie długie sznurki, którymi bok żagla przywiązany jest do masztu’ lub od raband – 'rodzaj żagla’.

## Historia

### Średniowiecze
Na terenie Rabęd odnaleziono ślady osadnictwa (ceramika) z okresu V–XI w. i XIV–XV wieku.

### Czasy zaborów
W składzie parafii Troszyn z 1819 r. nie ma jeszcze wzmianki o Rabędach. Pierwsze informacje znajdują się na mapie z okresu powstania listopadowego, gdzie miejscowość jest umieszczona pod nazwą „Osada Rabędy”.
Prawdopodobnie w 1827 r. dołączono do Troszyna ludność z części Rabęd, wchodzących w skład troszyńskiego folwarku, co spowodowało zwiększenie liczby ludności Troszyna.
Po ukazie carskim z 1864 r. dotyczącym uwłaszczenia chłopów, dziedzic za każdą morgę ziemi, którą przydzielono chłopom w Rabędach, otrzymywał od rządu od 15 do 20 rubli odszkodowania.
W Słowniku Geograficznym Królestwa Polskiego i innych krajów słowiańskich znajdujemy następujące informacje:

Rabendy, wieś powiat ostrołęcki, gmina i parafia Troszyn, ma 586 morg obszaru, należy do drobnej szlachty.
Dobra Troszyna składały się w 1867 r. z folwarków: Troszyn, Rabendy, Kurpie, Grucele, rozległe na 2734 mórg ziemi, z czego na grunty orne i ogrody przypadało: 758 morgów, na łąki – 145, pastwiska – 184, las – 791, zarośle - 729, i nieużytki - 127 morgów.

### I wojna światowa

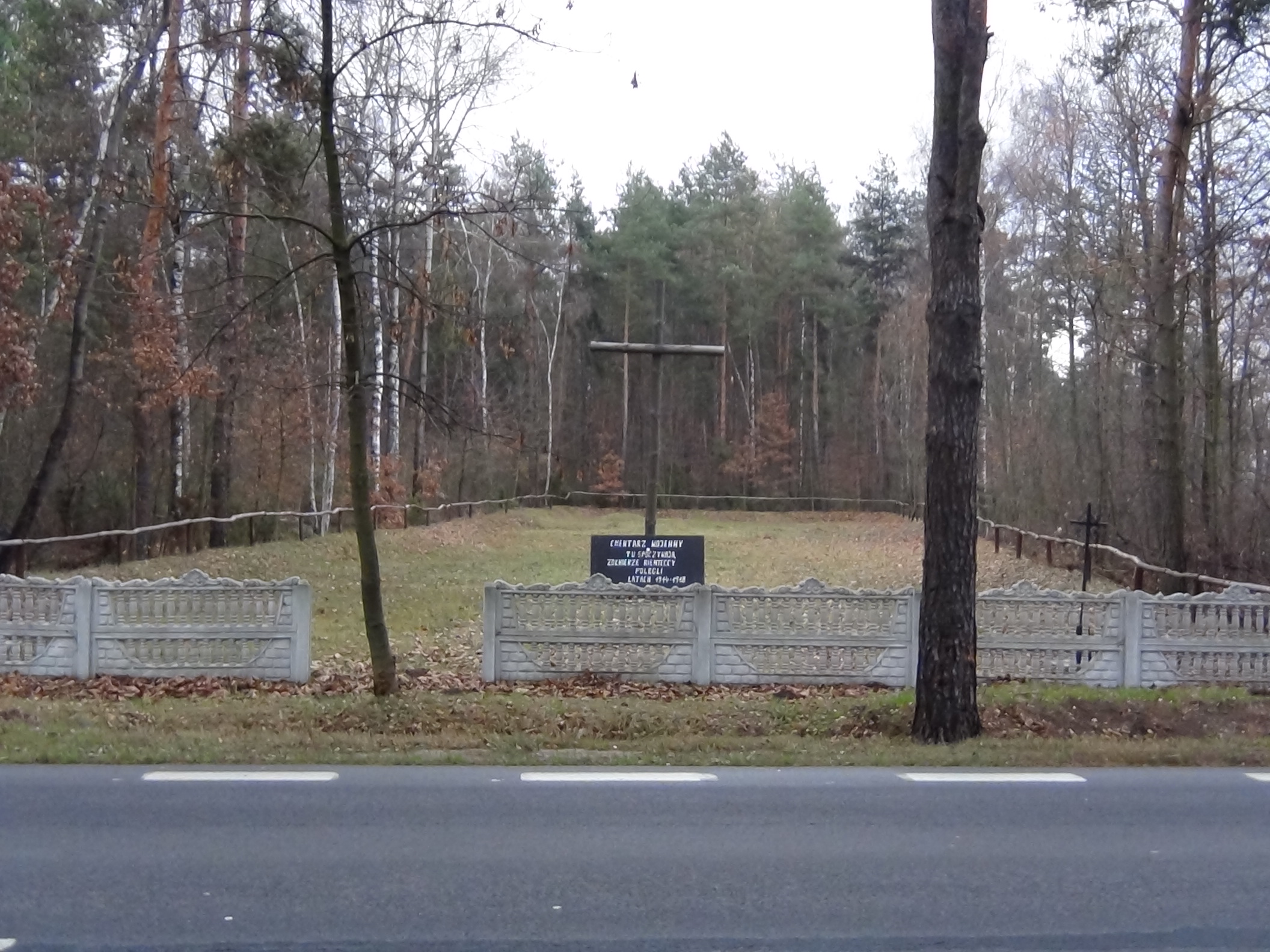
Tablica ustawiona na cmentarzu głosi: „Cmentarz wojenny. Tu spoczywają żołnierze niemieccy polegli w latach 1914-1918”

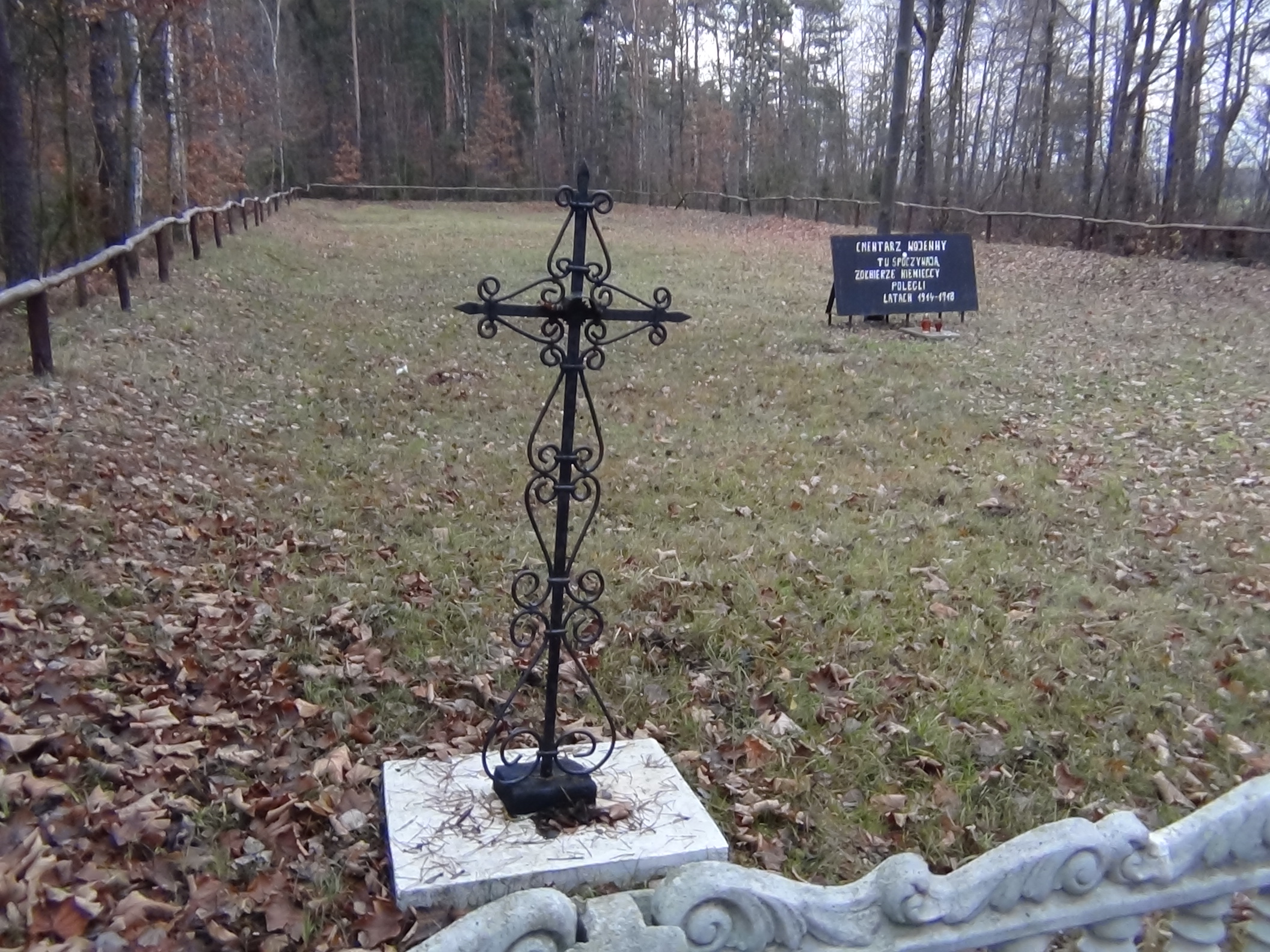
Cmentarz wojenny

3 sierpnia 1915 roku w natarciu na rosyjskie pozycje w tym miejscu ciężkie straty poniosła niemiecka 37 Dywizja Piechoty, która nacierała na okopanych Rosjan. 4 sierpnia zdobyto Troszyn. Doszło do walki wręcz, na bagnety i dopiero 6 sierpnia III batalion 151 pułku piechoty zdobył tereny pod Rabędami.

### Dwudziestolecie międzywojenne

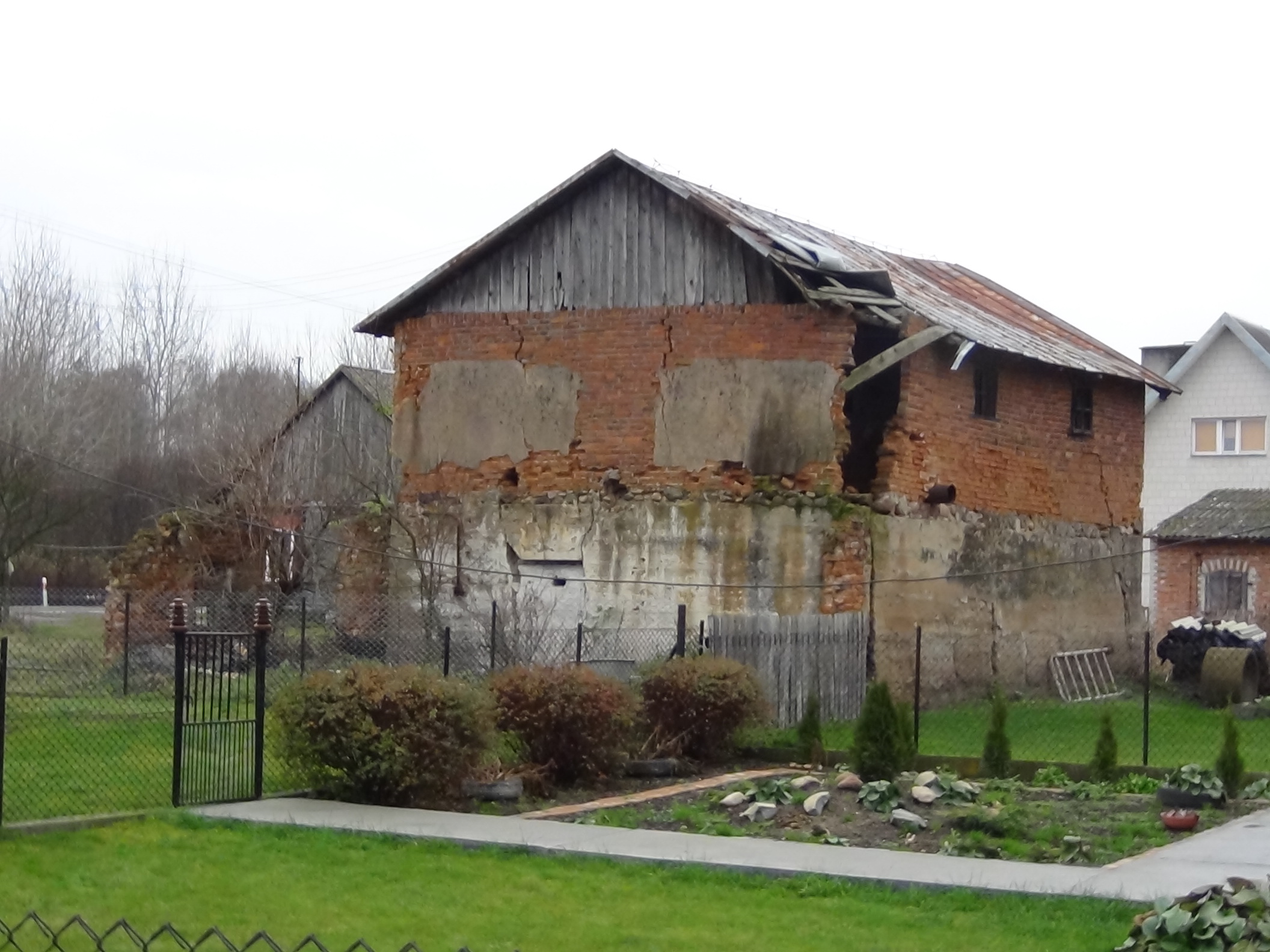
Ruiny murowanego młyna z 1921r.

Według spisu powszechnego z 1921 r. we wsi Rabędy było 13 budynków z przeznaczeniem mieszkalnym, w których mieszkało 76 osób. Wszystkie zadeklarowały narodowość polską i wyznanie rzymskokatolickie.
Skorowidz miejscowości Rzeczypospolitej Polskiej podaje następujące dane:
Rabędy, wieś, gmina Troszyn, powiat polityczny Ostrołęka, województwo białostockie, poczta i telegraf (telefon) w Troszynie, najbliższa stacja kolejowa w Kurpiach oddalona o 6 km. Najbliższa autobusowa linia komunikacyjna z odległością w kilometrach – Ostrów – Ostrołęka, Sąd grodzki w Ostrołęce, okręgowy w Łomży, parafia rzymskokatolicka w Troszynie.

### II wojna światowa

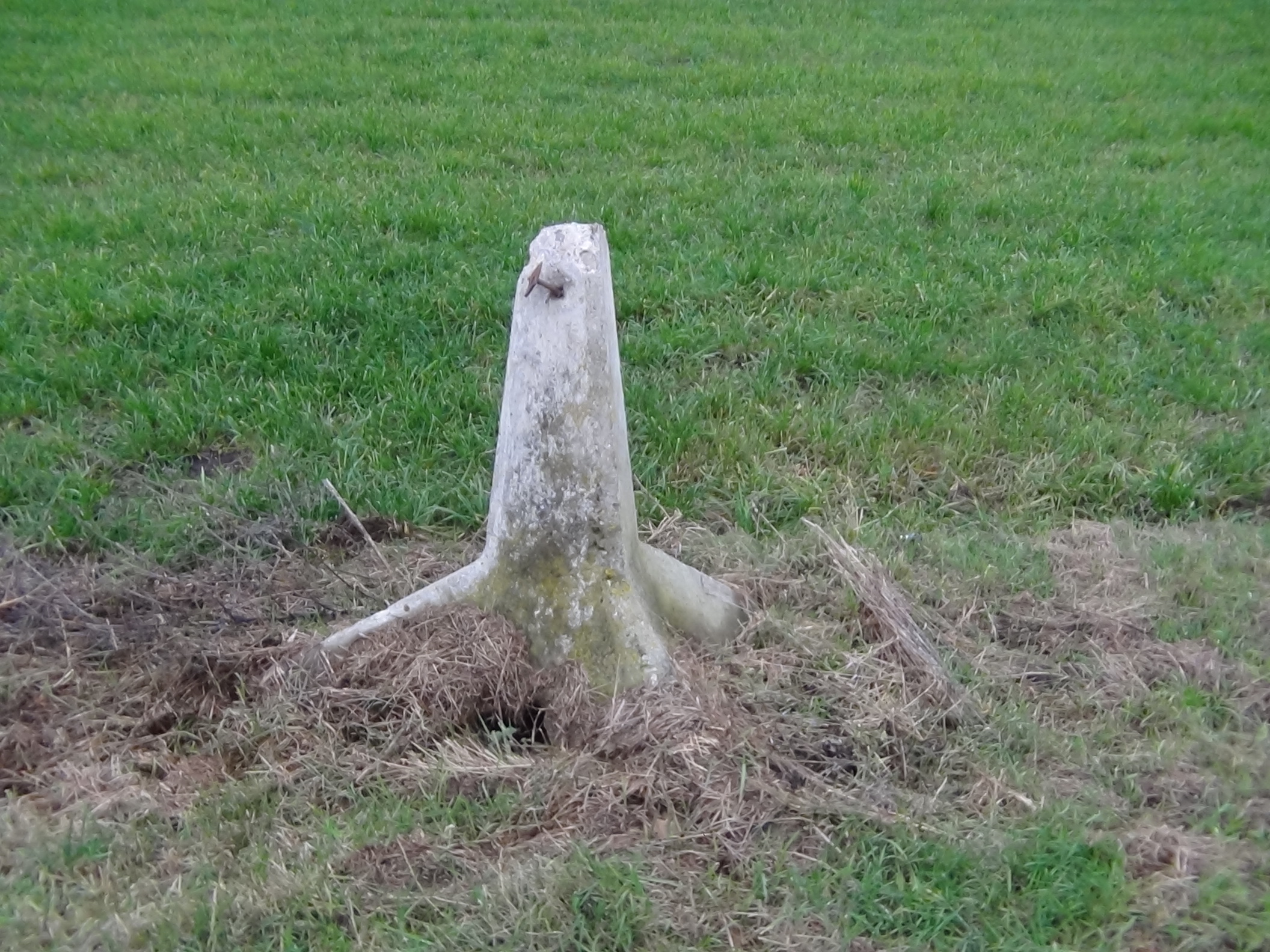
Pozostałości po zaporze przeciwpancernej

7 września 1939 r. Niemcy po opanowaniu Goworowa zostali wyparci przez Pierwszy Szwadron 5 Pułku Ułanów. Na trasie Goworowo – Grodzisk doszło do potyczki we wsi Dzwonek, gdzie zatrzymał Niemców 3 Pułk Strzelców Konnych. Następnie pięć samochodów pancernych
z Niemcami szosą od Grodziska podjechało pod Zamość, ale ostrzelane przez żołnierzy polskich cofnęły się do wsi Rabędy, a stamtąd przez Troszyn podjechały do Łątczyna.
Układ o granicach i przyjaźni pomiędzy Trzecią Rzeszą a ZSRR również wzmiankuje Rabędy:

Niżej podpisani należycie upełnomocnieni przez Rząd Niemiecki i Rząd Z.S.R.R. w wykonaniu artykułu I Układu sprzymierzeńczego i granicznego pomiędzy Niemcami i Z.S.R.R. (zawartego w Moskwie dnia 28 września 1939), porozumieli się jak następuje:
I. Linia graniczna pomiędzy obustronnymi interesami państwowymi na obszarze byłego Państwa Polskiego przechodzi w następujący sposób:
[...]Od wschodniego krańca wsi Ławy przechodzi granica w kierunku południowo-wschodnim po ustalić się mającej linii prostej do południowego krańca wsi Susk, a dalej również po ustalić się mającej linii prostej do punktu, znajdującego się na drodze Troszyn-Rabendy, mniej więcej 400 m od południowo-zachodniego krańca wsi Troszyn. Stąd granica idzie w kierunku południowo-południowo-wschodnim po ustalić się mającej linii prostej do skrzyżowania dróg na południe od wsi Stylengi[...].

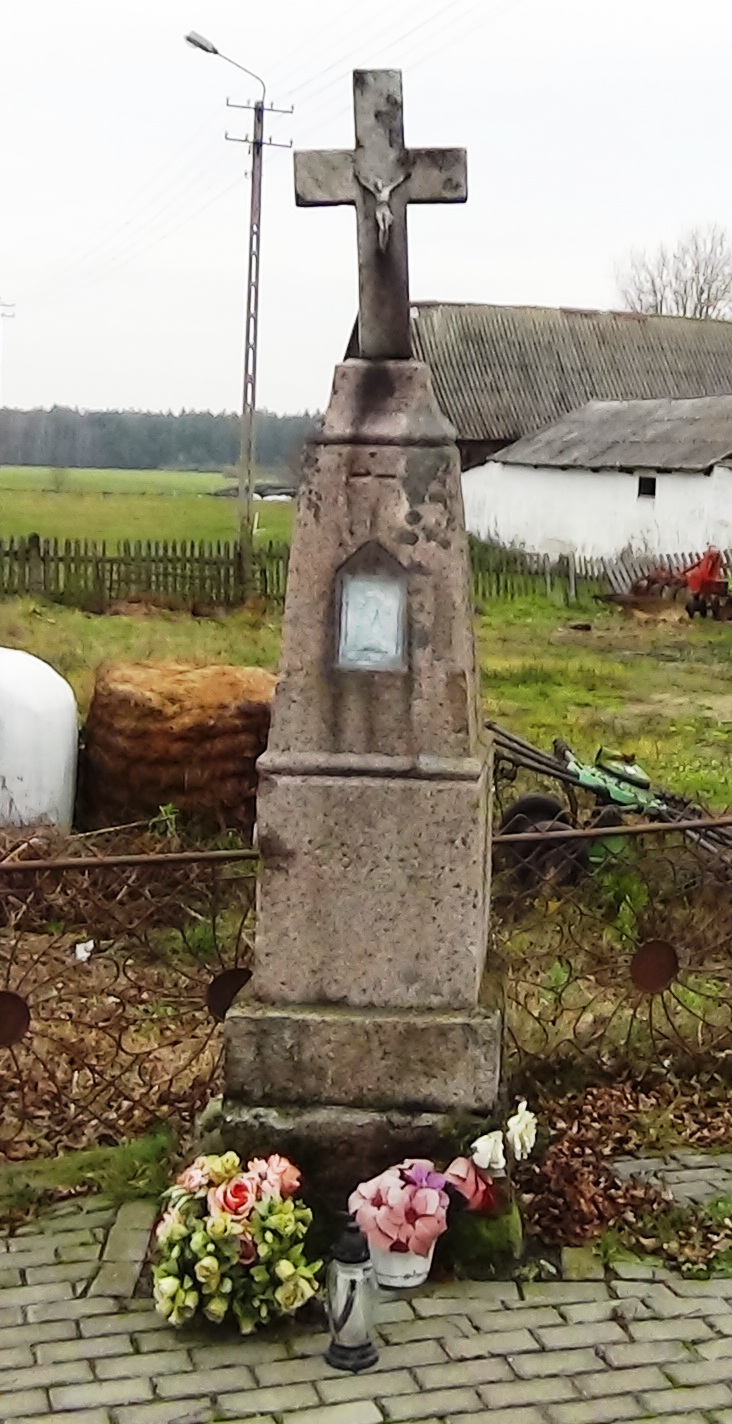
Kapliczka z wizerunkiem Matki Bożej

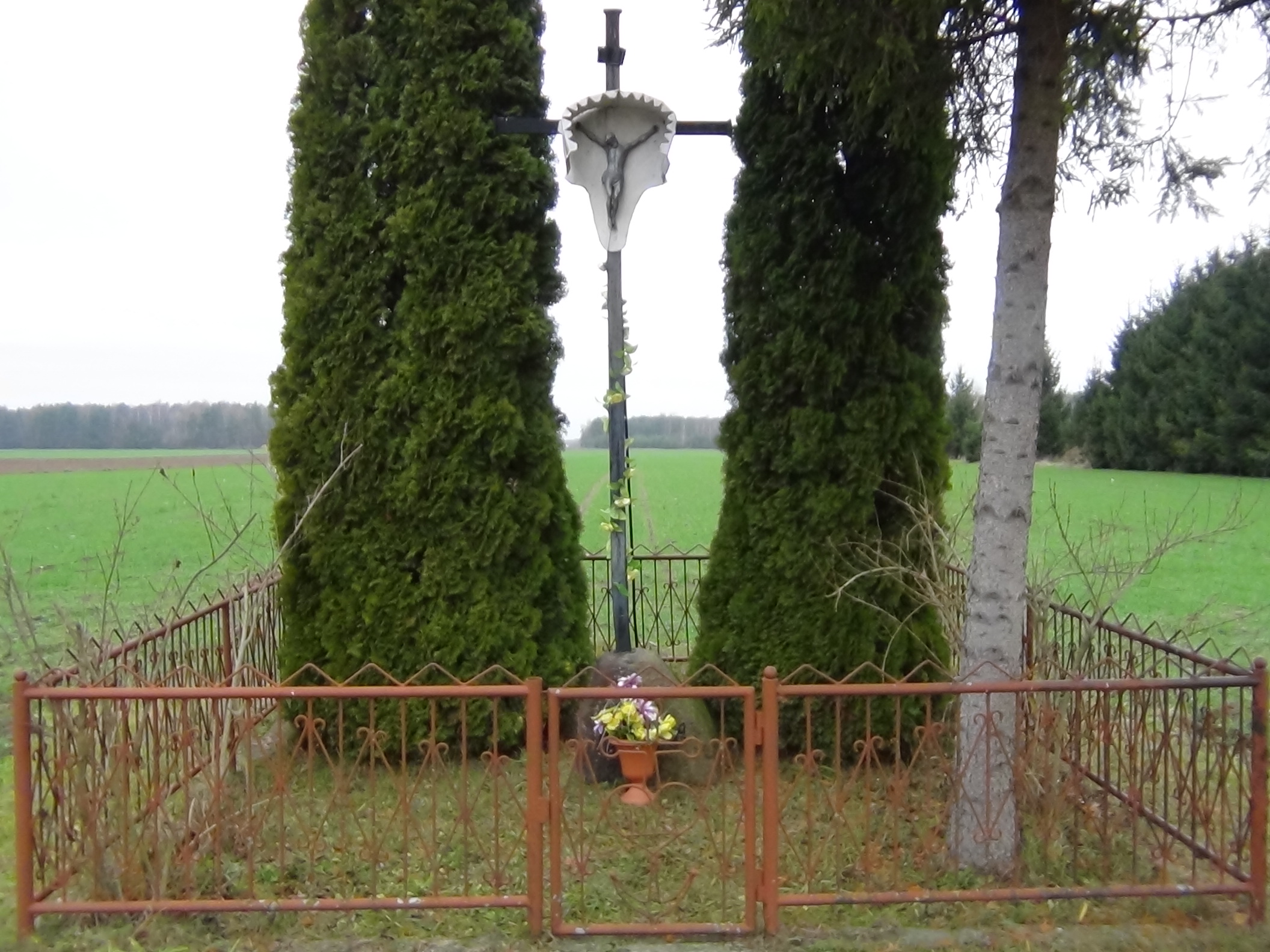
Krzyż wbudowany w kamień

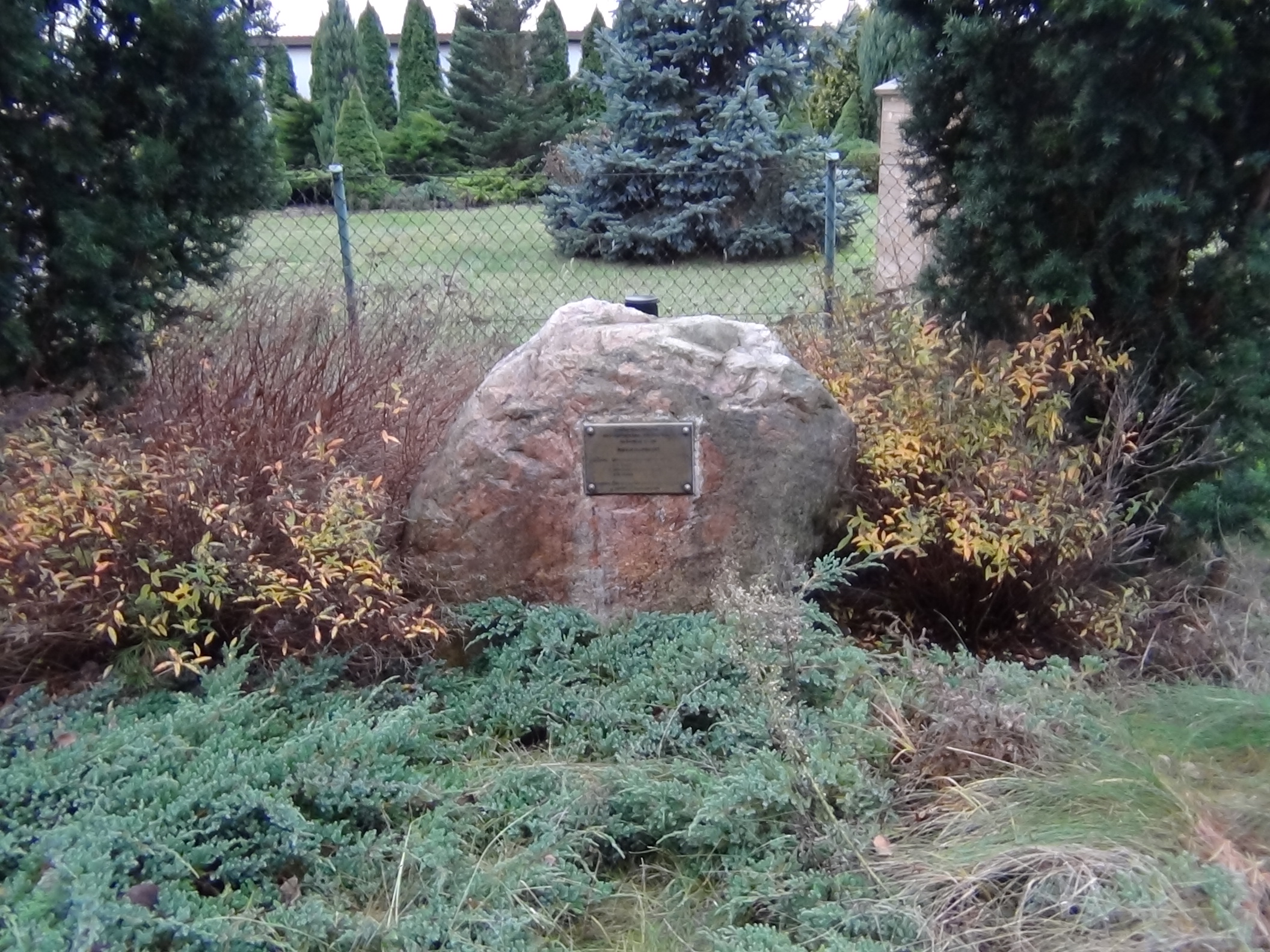
Kamień z tablicą pamiątkową

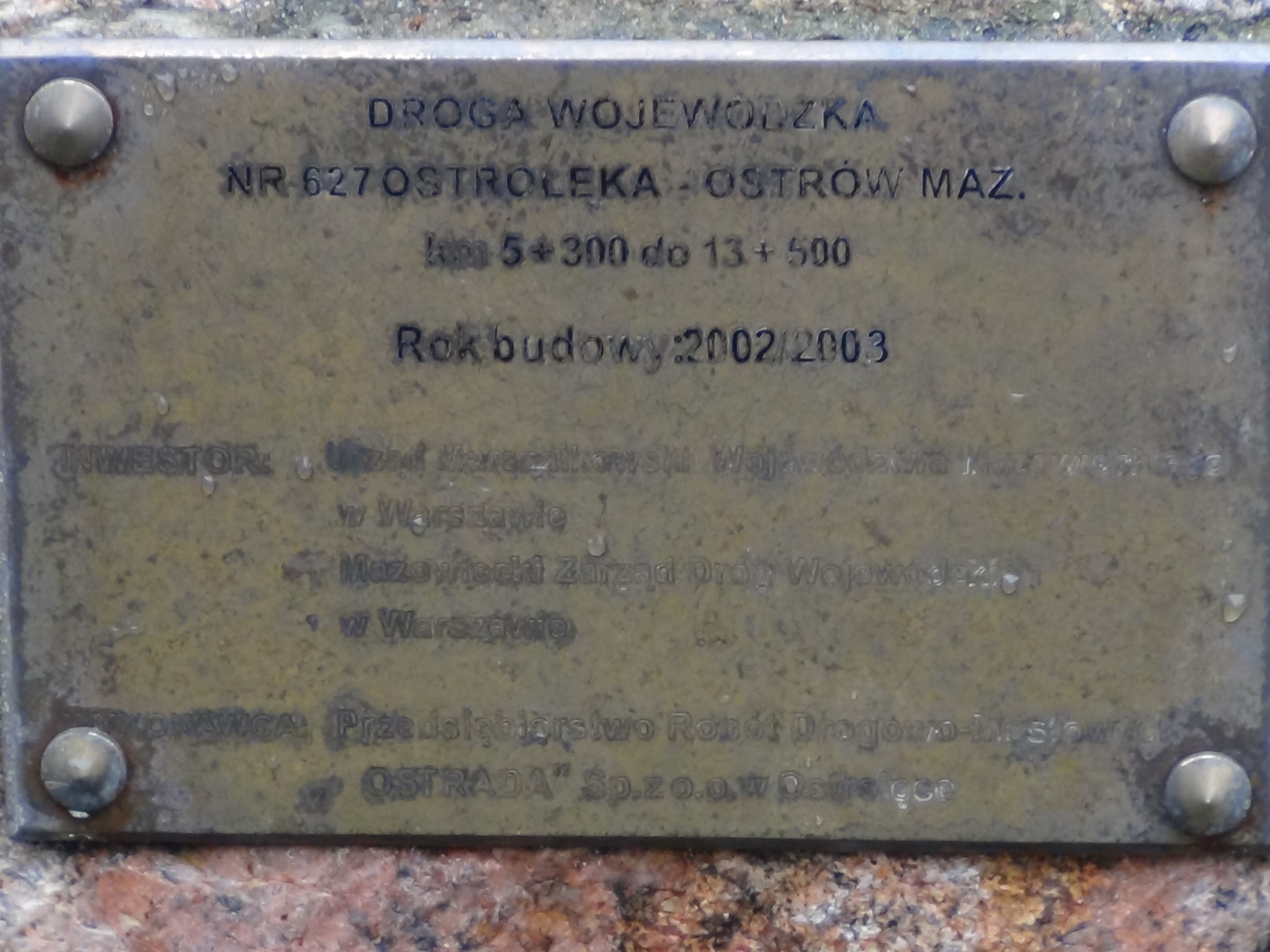
Tablica pamiątkowa

Granicy między strefą radziecką i niemiecką oraz między Generalnym Gubernatorstwem i ziemiami włączonymi do Rzeszy strzegł między innymi posterunek w Rabędach (Generalne Gubernatorstwo). Początkowo strażnicy niemieccy mieszkali po dwóch lub trzech na prywatnych w kwaterach w Rabędach. Później, przy koszarce w Rabędach była na szosie brama, szlaban, gdzie stał posterunek niemiecki. Komendantem placówki był Lange. Pozostali żołnierze: Cibora, Lotak, Placek, Teplic-Czech, który był bardzo dobry dla Polaków, przepuszczał przez granicę, przekazywał informacje, kiedy można swobodnie przejść na drugą stronę, czy też gdzie udali się żołnierze niemieccy i gdzie się znajdują. Byli jeszcze: Mladej, Cholman, Stautynger, Abas i Tefryt. Żołnierze i komendanci czasami zmieniali się, najczęściej odchodzili na front.
Granica między Rzeszą a Generalnym Gubernatorstwem była nazywana zieloną granicą, którą wytyczały tylko wbite w ziemię kije i umieszczone na nich wiechcie. W lesie między Rabędami a Zapiecznem w Generalnym Gubernatorstwie, na polanie odbywały się czasem targowiska, gdzie przyjeżdżali handlarze nawet z Warszawy. Tu zakupywano zboże, mięso, krowy, konie i inne towary.
Pomiędzy Troszynem a Rabędami, ze względu na sprzyjające ukształtowanie terenu, znajdowało się lotnisko.
W Rabędach został aresztowany Stanisław Nosek i wywieziony do Warszawy, do więzienia przy ulicy Pawiej, tzw. Pawiaka. Potem został przewieziony do obozu koncentracyjnego w Oświęcimiu, gdzie w 1942 roku zmarł. Rodzina została powiadomiona przez władze obozowe, że umarł na serce. Na prośbę rodziny przysłano z obozu małą przesyłkę, w której zamieszczono rzekomo jego prochy. Brat Stanisława, Jan Nosek, został również aresztowany i wywieziony do obozu koncentracyjnego w Dachau. Jan Nosek zniósł te ciężkie trudy obozowe i po wojnie powrócił do domu.
Także w Rabędach żandarmi niemieccy wyznaczyli Tomasza Dobkowskiego do wożenia desek z tartaku w Przetyczy do Ostrowi Mazowieckiej. Jeździł do tej pracy wiele razy, ale jednego dnia poczuł się źle i nie pojechał do tartaku. Następnego dnia został aresztowany i wywieziony do obozu w Grądach.
W czasie wojny we wsi Rabędy Niemcy zastrzelili dwie osoby przechodzące nielegalnie przez granicę, których nazwisk nie udało się ustalić.
Podczas akcji „Burza” miał tutaj miejsce również pewien epizod. Otóż 20 sierpnia 1944 r. pluton dowodzony przez ppor. Zygmunta Daszewskiego „Zycha” zaatakował stanowiska niemieckiej artylerii koło wsi Rabędy, gm. Troszyn (straty przeciwnika wyniosły blisko 30 zabitych i rannych).

### PRL
Wincenty Nosek z Rabęd był w składzie komitetu odbudowy kościoła parafialnego w Troszynie pw. Św. Bartłomieja Apostoła (lata budowy 1956-1978). Roman Nosek i Jan Dobkowski z Rabęd ufundowali okno witrażowe (trzecie od ołtarza, po lewej stronie).

## Zabytki
- Metalowy krzyż wbudowany w kamień z 1875 r.
- Kamienna kapliczka 1888 r.
- Cmentarz wojenny z lat 1914-1918. Jest on położony w lesie na północ od wsi, po prawej stronie szosy w kierunku wsi Zamość. Został wybudowany na planie wydłużonego prostokąta; Zachowały się resztki wału ziemnego otaczającego cmentarz. Mogiły ziemne są już słabo widoczne. Od frontu znajdują się resztki betonowego ogrodzenia oraz dwa współczesne metalowe krzyże. Liczba spoczywających na cmentarzu jest nieznana.
- Młyn murowany z 1921r.
- Pamiątkowa tablica upamiętniająca budowę drogi wojewódzkiej nr 627 w latach 2002-2003.
- Liczne pomniki przyrody – m.in. wieloletnie sosny.